# A36 (Kasachstan)
Die A36 ist eine Fernstraße in Kasachstan im Südwesten des Landes. Die Straße ist eine Nord-Süd-Achse von Quryq nach Schetibai.

## Straßenbeschreibung
Die A36 verbindet die Küstenstadt Quryq am Kaspischen Meer mit der A33 bei Schetibai. Die Route ist eigentlich eine Abkürzung für den Verkehr aus dem übrigen Kasachstan nach Quryq und der Vermeidung des Umwegs über Aqtau. Die Straße ist asphaltiert.

## Geschichte
Die Strecke wurde im Jahr 2011 als A36 umgewidmet und war die höchste Zahl nach der Neuauszeichnung. Die Route ersetzt die R114 und R118, die noch aus der Zeit der Sowjetunion stammten.

## Großstädte an der Autobahn
- Quryq
- Schetibai